# فهرست کتاب‌ها و مطبوعات ممنوع در ایران
فهرست کتاب‌ها و مطبوعات ممنوع در ایران، فهرستی از آثار چاپی است که انتشار آن‌ها در ایران ممنوع بوده یا هم اینک ممنوع می‌باشد. بعد از مصوبه ۱۳۶۷ شورای عالی انقلاب فرهنگی مبنی بر «ضوابط نشر کتاب»، فرایند اخذ «مجوز پیش از انتشار» رسماً از سوی وزارت فرهنگ و ارشاد اسلامی در ایران آغاز شد. از تاریخ ۱۳۶۷ تاکنون، همه کتاب‌های منتشر شده در ایران باید قبل از انتشار از وزارت فرهنگ و ارشاد اسلامی مجوز بگیرند. البته مجوزها چند نوع هستند، مجوز مشروط کتاب یکی از آنهاست، یعنی مشروط بر این که برابر خواسته‌های ممیزان جزئی یا چیزی حذف شود یا تغییر بنیادی داشته باشد. در این مدت، غیر از اصلاحات و سانسورهایی که بر محتوا و جملات متن اعمال شده است، کتاب‌هایی هم از دریافت «مجوز پیش از انتشار» محروم مانده‌اند یا حتی پس از انتشار، مجوز توزیع نگرفته‌اند یا مجوز پیش از چاپ آن‌ها برای چاپ‌های بعدی باطل شده است؛ یا بعد از چاپ از بازار فروش کتاب جمع‌آوری می‌شوند. البته در برخی موارد غیر از وزارت ارشاد سازمان‌های دیگر هم اجازه دخالت در امور فرهنگی را به خود داده‌اند و شاید کتاب‌هایی را معدوم یا با نگارنده آن‌ها برخورد کرده‌اند.

## کتاب‌هایی که چاپ دهه ۸۰ یا ۹۰ (در ایران) داشته‌اند اما بعدتر اجازه چاپ مجدد نگرفته‌اند

### داستانی
- دیوار، علیرضا غلامی،[۱] انتشارات مروارید، ۱۳۹۳
- طوبا و معنای شب، شهرنوش پارسی‌پور، نشر البرز، ۱۳۸۲
- آداب بی‌قراری، یعقوب یادعلی،[۲] انتشارات نیلوفر، ۱۳۸۵
- عقرب روی پله‌های راه‌آهن اندیمشک، یا از این قطار خون می‌چکه قربان، حسین مرتضاییان آبکنار،[۳] نشر نی، ۱۳۸۵
- دختری با ریسمان نقره‌ای، جمال میرصادقی، انتشارات اشاره، ۱۳۸۶
- شهری که زیر درختان سدر مرد، خسرو حمزوی، انتشارات روشنگران و مطالعات زنان
- سنگ صبور، صادق چوبک
- دندیل، غلامحسین ساعدی
- ترس و لرز، غلامحسین ساعدی
- توپ، غلامحسین ساعدی
- خاطرات روسپیان غم‍گی‍ن من، گابریل گارسیا مارکز، ترجمه کاوه میرعباسی،[۴] انتشارات نیلوفر، ۱۳۸۶
- راز داوینچی / دن براون / ترجمه حسین شهرابی و سمیه گنجی / نشر زهره[۵]

### دینی و مذهبی
- تشیید المطاعن لکشف‌الضغائن، محمدقلی کنتوری
- عَبَقاتُ الأنوار فی إمامَة الأئمةِ الأطهار، سید میر حامد حسین هندی

### سیاسی
- به سوی سرنوشت، علی اکبر هاشمی رفسنجانی[۶]
- شکل‌گیری جنگ سرد و تأثیر آن بر ایران و منطقه خاورمیانه - نوشته بابک مصطفوی - ۱۳۹۴
- خاطرات ابراهیم زنجانی[۷]
- در مهمانی حاج‌آقا (خاطرات دوران بازداشت) نوشته فرهاد بهبهانی، حبیب‌الله داوران
- مجمع الجزایر زندان‌گونه، اکبر گنجی[۸]

### پژوهشی
- جلد دوم و سوم تاریخ اجتماعی ایران، مرتضی راوندی ۱۳۸۵[۲]
- شاهدبازی در ادبیات فارسی، سیروس شمیسا، انتشارات فردوس، تهران ۱۳۸۱
- زنان پرده نشین و نخبگان جوشن پوش. پدیدآورنده: فاطمه مرنیسی، مترجم: ملیحه مغازه‌ای، نشر نی[۹]

### ترجمه
- اغلب ترجمه‌های هوشمند دهقان، از جمله:
  - آتاتورک / اندرو مانگو / انتشارات پیام امروز، ۱۳۹۴
  - در کافه اگزیستانسیالیستی / سارا بیکول /انتشارات پیام امروز، ۱۳۹۵
  - دختر تحصیلکرده / تارا وستوور / انتشارات نیلوفر، ۱۳۹۷
  - نه قربانیان، نه جلادان / آلبر کامو / انتشارات رازگو، ۱۳۹۸

## کتاب‌هایی که چاپ قبل از انقلاب دارند یا در دهه ۶۰ و ۷۰ چاپ داشته‌اند
- همسایه‌ها، احمد محمود
- روضه قاسم، امیرحسن چهلتن
- زنان بدون مردان، شهرنوش پارسی پور[۱۰]
- آخرین وسوسه مسیح، نیکوس کازانتزاکیس، ترجمه صالح حسینی[۱۱]
- مردی که در غبار گم شد، نصرت رحمانی.
- همه آثار عباس نعلبندیان:
  - پژوهشی ژرف و سترگ و نو در سنگواره‌های دوره بیست و پنجم زمین‌شناسی یا چهاردهم، بیستم و غیره فرقی نمی‌کند
  - صندلی کنار پنجره بگذاریم و بنشینیم و به شب دراز و تاریک خاموش سرد بیابان نگاه کنیم
  - ناگهان هذا حبیب‌الله مات فی حب الله هذا قتیل الله مات به سیف‌الله …؛
  - هرامسا
  - قصه غریب سفر شاد شین شنگول به دیار آدمکشان و امردان و جذامیان و دزدان و دیوانگان و روسپیان و کاف کشان
  - داستان‌هایی از بارش مهر و مرگ؛
  - یک غزل غمناک (رمان)؛
  - داود و اوریا؛
  - وصال در وادی هفتم (رمان)؛
- آثار بیژن مفید، مثل شهر قصه
- دیوان ایرج میرزا
- دیوان سوزنی سمرقندی
- برخی آثار محمدعلی جمال‌زاده، مثل: صحرای محشر؛ مع‍صومه شی‍رازی
- برخی آثار فریدون آدمیت، مثل: اندیشه‌های میرزا آقاخان کرمانی؛ اندیشه‌های طالبوف؛
- کلیات عبید زاکانی تصحیح محمد جعفر محجوب
- بعض آثار بهمن فرسی، مثل:
  - زیر دندان سگ؛ شب یک، شب دو؛ دوازدهمی؛
  - نمایشنامه‌هایش: سبز در سبز
- مهره مهر (پژوهشی دربارهٔ میترائیسم در ایران) از پوران فرخزاد[۱۲][۱۳]
- پشت پرده‌های انقلاب، اعترافات حسین بروجردی[۱۴]
- کتاب‌های میرزاده عشقی
- کتاب‌های میرزا فتحعلی آخوندزاده
  - (رمان‌ها)
- طوطی نوشته زکریا هاشمی
- شب هول، هرمز شهدادی
- سفر شب، بهمن شعله‌ور
- کریستین و کید؛ برّهٔ گمشدهٔ راعی؛ از هوشنگ گلشیری[۱۵]
- بچه‌های نیمه شب، سلمان رشدی، ترجمهٔ مهدی سحابی[۱۶]
- شرم، سلمان رشدی، ترجمهٔ مهدی سحابی
- نوشته‌های احمد کسروی:
  - ورجاوند بنیاد
  - مشعشعیان
  - شیعیگری،
  - صوفیگری
  - از سربند تا چشم‌بند، امیر فرشاد ابراهیمی
  - دادگاه تاریخ مشروطه
  - در پیرامون اسلام
  - حافظ چه می‌گوید
  - پاکسازی زبان
  - فرهنگ است یا نیرنگ
- دیکتاتور کیه اثر روزبه فراهانی پور با تصویرگری آروین[۱۷]
- برخی آثار صادق هدایت:
  - علویه خانم و ولنگاری؛ توپ مرواری؛ کاروان اسلام (البعثه الاسلامیه فی البلاد الافرنجیه)
  - نمایش‌نامه افسانه آفرینش؛ حاجی آقا
- خاطرات:
  - خاطرات سیّاح
  - با آخرین نفسهایم، خاطرات لوئیس بونوئل
- کفرنامه، الاغ جون، شکست سقوط آثار کارو دردریان
- دایی‌جان ناپلئون (رمان) اثر ایرج پزشکزاد

## کتاب‌هایی که فقط چاپ خارج از ایران داشته‌اند

### سیاسی
- ضد ولایت فقیه: براندازی حکومت اسلامی، رامین کامران.[۱۸]

### سیاسی و اجتماعی
- چهره جنایت؛ کتابی ۵ جلدی با موضوع بررسی جنایت‌های ۵۰۰ (پانصد) تن از مسئولان نظام جمهوری اسلامی ایران.[۱۹][۲۰][۲۱][۲۲][۲۳][۲۴]

### داستانی
- جن نامه، هوشنگ گلشیری
- فریدون سه پسر داشت، عباس معروفی
- چاه بابل، رضا قاسمی
- افیون، شیوا ارسطویی[۲۵]
- داستان زرتشت، مهدی مرعشی[۲۶]
- شهرزاد، عزیز معتضدی
- کنده‌کاری روی باد، عزیز معتضدی
- سال مار، عزیز معتضدی
- ازازیل، شاهین نجفی (۱۳۹۷)
- مادران و دختران، مهشید امیرشاهی
- در حضر، مهشید امیرشاهی
- در سفر، مهشید امیرشاهی
- جادوی جن (‫۱۴۰۰)، یاسین قاسمی بجد[۲۷]
- علم‌الاعداد (‫۱۴۰۰)، یاسین قاسمی بجد
- ذهن زیبا (‫۱۴۰۰)، یاسین قاسمی بجد
- عشق واقعی (‫‫۱۳۹۶)، یاسین قاسمی بجد
- ماهی، بهرام بیضایی
- به جهنم،[۲۸] خشایار مصطفوی
- ناگفته‌های جبرئیل، احمد بیرانوند،[۲۹] انتشارات ناکجا، ۱۳۹۲

### گزارش‌نویسی
جنسیت X، شادی امین

### تحقیقی-علمی
- همجنس‌گرایی در سایه، شهرام کیانی
- صنعان، علی‌اکبر سعیدی سیرجانی
- ریا، علی‌اکبر سعیدی سیرجانی
- شهسوار عرصه آزادگی، علی‌اکبر سعیدی سیرجانی

### خاطرات
- سلیطه، سارا افراسیابی
- کهن دیارا، فرح پهلوی
- خاطرات زندان، شهرنوش پارسی پور
- یاس و داس، فرج سرکوهی
- گردن بند مقدس، مهرانگیز کار
- در جستجوی رهایی، مریم نوری
- شب به خیر رفیق، احمد موسوی
- کابوس بلند تیزدندان، ویراستار: بهروز شیدا
- سرگذشت کانون نویسندگان ایران، محمّدعلی سپانلو

### تاریخ
- نگاهی به شاه، نوشته عباس میلانی. نشر پرشین سیرکل.
- تاریخ ایران مدرن، نوشته عباس امانت، ترجمهٔ م. حافظ. نشر فراگرد

## کتاب‌هایی که به انتشار عمومی نرسیده‌اند
- در هرم نیمروز، خسرو حمزوی
- طرب‌نامه، بهرام بیضایی
- زوال کلنل، محمود دولت‌آبادی[۳۰]
- در بیشه‌های آسوریک، خسرو حمزوی
- افسانه‌های مامیران، خسرو حمزوی
- جانا و بلادور، بهرام بیضایی
- گزارش ارداویراف، بهرام بیضایی

## کتاب‌های منتقد دین

### کتب و نشریات منتقد به اسلام
نوشته‌های مسعود انصاری (نویسنده):
- دین‌سازان بی‌خدا[۳۱]؛
- از بادیه‌نشینی تا امپراطوری[۳۲]؛
- بازشناسی قرآن[۳۳]؛
- شیعه‌گری و امام زمان[۳۴]؛
- روز قیامت در اسلام[۳۵]؛
- نگاهی نو به اسلام[۳۶]؛
- الله اکبر[۳۷]؛
- زن در دام ادیان ابراهیمی[۳۸]؛
- کورش بزرگ و محمدبن عبدالله[۳۹]؛
- کشتار ۶۷[۴۰]؛
- نقش روحانیت در تاریخ معاصر ایران؛

جلد کتاب ۲۳ سال نوشته علی دشتی

- آسیب‌شناسی روانی سید علی خامنه‌ای[۴۱]؛
- پول خون[۴۲] (ترجمه)؛
- چرا مسلمان نیستم؟[۴۳] (ترجمه)؛
- ترور در حکومت الهی[۴۴] (ترجمه)؛
- قرآن و حدیث در تصویر[۴۵] (ترجمه).

نوشته‌های انتقادی نویسندگان دیگر:
- آیات شیطانی نوشته سلمان رشدی
- تخت پولاد و ۲۳ سال علی دشتی
- آخوندشناسی، محمد پیراسته
- کتاب‌های هوشنگ معین‌زاده (بشارت؛ خیام و آن دروغ دلاویز؛ کمدی خدایان)
- چگونگی دارا بودن امام، جان بولتن
- خاندان امام خمینی، مهدی شمشیری
- شیعه گری، احمد کسروی تبریزی

### کتاب‌های منتقد به مذهب (شیعه)
- اسرار هزار ساله، اثر علی‌اکبر حکمی‌زاده
- کلید فهم قرآن، اثر محمدحسن شریعت سنگلجی
- بررسی نصوص امامت، اثر حیدرعلی قلمداران
- تضاد مفاتیح‌الجنان با قرآن، نوشتهٔ سید ابوالفضل برقعی قمی
- پندار خدا، اثر ریچارد داوکینز (پی‌دی‌اف)
- علی قتال العرب؛ اثر قاسم قره داغی
- بضاعت فقه؛ اثر صدیقه وسمقی
- سرکوب و کشتار دگراندیشان مذهبی در ایران، اثر ایرج اشراقی (سهراب نیکوصفت)
- انجیل شیطانی اثر انتان لاوی (پی‌دی‌اف)
- شیعی‌گری؛ احمد کسروی
- کتاب‌های شجاع‌الدین شفا:

1. پس از ۱۴۰۰ سال؛
2. تولدی دیگر (ایران کهن در هزاره‌ای نو)؛
3. [پاسخ به] پنج نقد به تولدی دیگر؛
4. توضیح المسائل؛ از کلینی تا خمینی (پاسخ‌هایی به پرسش‌های هزار ساله)؛
5. حقوق بشر، قانون بیضه و بمب اتمی؛
6. معمای ادیان.
7. جنایت و مکافات (دو جلدی)؛
8. سی گفتار.

### کتاب‌های مربوط به مسیحیت
- مجموعه کتاب‌های بشارتی و دینی مربوط به مسیحیت و کلیه کتاب‌هایی که شائبه تبلیغ مسیحیت دارند

### کتاب‌های مربوط به بابی و بهائی
- نوشتارهای دو دین بابیه و بهائیت.[۴۶][۴۷]

## پیوندها
- رادیو آلمان: نقض حق نویسندگی و آزادی بیان در ایران
- نامشخص بودن کتاب‌های ممنوعه برای ناشران خارجی در نمایشگاه کتاب تهران